# Берег Банзаре
Берег БАНЗАРЕ (англ. Banzare Coast) - частина узбережжя Землі Вілкса в Східній Антарктиді, яка лежить між 122° 05' і 130° 10' східної довготи.
На льодовиковому схилі узбережжя розташовано кілька вивідних льодовиків. У середній частині до материкового льодовикового покриву прикріпленний шельфовий льодовик Воєйкова, на схід і північний схід від якого постійно існує велике скупчення айсбергів.
Берег був відкритий в 1931 році Британсько-австрало-новозеландською антарктичною дослідницькою експедицією, на честь якої і був названий (акронім від англ. British - Australian - New Zealand Antarctic Research Expedition) .